# Templo de Johannesburgo
El Templo de Johannesburgo, Sudáfrica es uno de los templos construidos y operados por la Iglesia de Jesucristo de los Santos de los Últimos Días, el número 36 construido por la iglesia y el primero de África, ubicado en Parktown, un suburbio de la provincia de Gauteng, a pocos kilómetros al norte del centro de Johannesburgo.
El anuncio de la construcción del templo de Johannesburgo vino a tan solo tres años desde el anuncio del entonces presidente de la iglesia Spencer W. Kimball de que todos los miembros varones fieles, incluyendo los de raza negra podían recibir el sacerdocio de la iglesia. La construcción del templo en Sudáfrica marcó el momento en que cada continente del planeta (con la excepción de la Antártida que circunda el Polo Sur) tenía un templo SUD construido. Anterior a la construcción del templo en Sudáfrica, los fieles SUD debían viajar cerca de 19.000 kilómetros para ir al templo más cercano.

## Historia
El primer converso de la Iglesia mormona en Sudáfrica fue bautizado en junio de 1853 por los primeros misioneros provenientes de los Estados Unidos, incluyendo uno de los primos de Brigham Young. En ese momento el movimiento de los Santos de los Últimos Días se encontraba en medio de una secesión que llevó a los pioneros mormones hacia el territorio de Utah. Desde 1855 hasta 1865, 278 conversos migraron de África en dirección a la nueva sede religiosa, ello, aunado a desafíos políticos de la región africana, hizo que el proselitismo restauracionista en el continente se viera menguado hasta más o menos los años 1980. Tanto la Primera como la Segunda Guerra Mundial, así como guerras anteriores—las Guerras del Xhosa (1856–61) y la Guerra de Sudáfrica (1899-1902)—mantuvo alejados a los misioneros extranjeros de África. 
La sede de la iglesia en África comenzó estableciéndose en Sudáfrica y después del fin de las guerras, el interés en el proselitismo en África revivió, siendo visitado por cada presidente SUD desde entonces, David O. McKay en 1954, Ezra Taft Benson en 1972, Spencer W. Kimball en 1973 y luego en 1978 y Howard W. Hunter en 1992. En 1985, había cerca de doce mil miembros, organizados en cuatro estacas y dos misiones, geográficamente extendidas sobre una superficie de unos 2400 kilómetros de ancho—desde Durban, Sudáfrica hasta Windhoek, Namibia—y 2600 kilómetros de norte a sur—desde Harare, Zimbabue, hasta Ciudad del Cabo—. Para 1997 había 100.000 personas registradas por la iglesia en 27 de los 47 países del continente africano.

## Construcción
La Primera Presidencia de la iglesia SUD anunció en la Conferencia General de la iglesia SUD, el 1 de abril de 1981, los planes de construir un templo en Sudáfrica. Para el momento de su anuncio, el templo de Sudáfrica se había convertido en el primer templo de África. La ceremonia de la primera palada tuvo lugar al año siguiente del anuncio oficial, el 27 de noviembre de 1982, presidido por el apóstol mormón Marvin J. Ashton.
La construcción del templo en el suburbio de Parktown requirió que se hiciera hincapié en mantener la apariencia histórica de la zona, la cual fue el centro de magnates de la industria minera del siglo XIX. En la actualidad, Parktown cuenta con hospitales, edificios de oficinas y escuelas, y una gran parte de los edificios todavía conserva el estilo de la época victoriana del pasado.
Rodeado de jacarandas, el templo es visible desde muchas partes de la ciudad, con sus peculiares seis pináculos apuntando al cielo. El exterior del edificio se terminó con ladrillos puestos en capas y perfectamente acoplados que le confieren la elegancia y la distinción propias de la zona donde está ubicado. El techo, un tejado de pizarra con las paredes del perímetro del templo recubiertas de cuarcita gris indígena, así como los arcos de la entrada, permiten que este no desentone con los edificios históricos que lo rodean.

## Dedicación
El templo SUD de Johannesburgo fue dedicado para sus actividades eclesiásticas en cuatro sesiones, del 24-25 de agosto de 1985, por Gordon B. Hinckley. Con anterioridad a ello, del 30 de julio al 10 de agosto de ese mismo año, la iglesia permitió un recorrido público de las instalaciones y del interior del templo al que asistieron más de 19.000 visitantes. Unos 3.500 miembros de la iglesia e invitados asistieron a la ceremonia de dedicación, que incluye una oración dedicatoria.
El templo de Johannesburgo es utilizado por más de 46.000 miembros repartidos en 24 estacas afiliadas a la iglesia en Sudáfrica y países vecinos, incluyendo Madagascar, la República Democrática del Congo, Zimbabue, Kenia, Mozambique y Uganda, así como Suazilandia, Tanzania y Reunión.